# 沙利姆-阿赫
沙利姆-阿赫（英語：Shalim-ahum）（？—前1945年），早期亚述国王，（公元前1960年—公元前1945年在位）继承普祖尔亚述一世之位，其统治时期亚述开始与安纳托利亚进行贸易往来，考古已经发现刻有其名字的文物。死后由伊路舒玛接任。
| 前任： 普祖尔亚述一世 | 亚述国王 前1960年－前1945年 | 繼任： 伊路舒玛 |